# Martina Rosucci
Martina Rosucci (ur. 9 maja 1992 w Turynie) – włoska piłkarka, grająca na pozycji pomocnika.

## Kariera piłkarska

### Kariera klubowa
W 2008 rozpoczęła karierę piłkarską w ACF Torino. Latem 2011 roku podpisała kontrakt z Brescią Femminile. W lipcu 2017 przeniosła się do nowo utworzonego Juventusu Women.

### Kariera reprezentacyjna
13 lipca 2013 debiutowała w narodowej reprezentacji Włoch w meczu przeciwko Danii. Wcześniej broniła barw juniorskiej i młodzieżowej reprezentacji.

## Sukcesy i odznaczenia

### Sukcesy piłkarskie
reprezentacja Włoch
- mistrz Europy U-19: 2008

ACF Brescia
- mistrz Włoch: 2013/14, 2015/16
- wicemistrz Włoch: 2014/15
- zdobywca Pucharu Włoch: 2011/12, 2014/15, 2015/16
- zdobywca Superpucharu Włoch: 2014, 2015, 2016
- finalista Superpucharu Włoch: 2012

Juventus Women
- mistrz Włoch: 2017/18

### Sukcesy indywidualne
- najlepsza piłkarka Włoch – „Pallone Azzurro”: 2014